# Richard Stenzel
Richard Stenzel (* 26. Oktober 2005) ist ein deutscher Nordischer Kombinierer.

## Werdegang
Stenzel, der für den SC Motor Zella-Mehlis startet, gab am 20. Februar 2021 in Ramsau sein internationales Debüt im Rahmen des Alpencups, damals noch eine internationale Nachwuchsserie für Sportler aus den Skiverbänden der Alpenländer. Bei den deutschen Meisterschaften 2021 gewann Stenzel die Bronzemedaille im Junioren-Wettkampf. Bei seinem Premierenrennen im Continental Cup am 21. Januar 2022 verpasste er die Punkteränge. Anfang März 2022 nahm er erstmals an Nordischen Junioren-Skiweltmeisterschaften teil. Er kam ausschließlich in der Staffel zum Einsatz und belegte mit ihr den sechsten Platz. Ende August 2022 debütierte Stenzel im Grand Prix, der höchsten Wettkampfserie im Sommer. Sein 37. Platz reichte allerdings nicht für einen Punktgewinn aus.
Bei den Nordischen Junioren-Skiweltmeisterschaften 2023 in Whistler wurde Stenzel Achter im Gundersen Einzel. Gemeinsam mit Pepe Schula, Tristan Sommerfeldt und Benedikt Gräbert gewann er Gold im Team-Wettkampf. Bei den Continental-Cup-Rennen in Oberstdorf erreichte er erstmals die Punkteränge. Im März gewann Stenzel sein erstes Alpencup-Rennen und sicherte sich damit den Gesamtsieg. Zum Saisonabschluss erzielte Stenzel mit dem elften Rang in Lahti sein bis dato bestes Resultat im Continental Cup. Zudem wurde er gemeinsam mit Simon Mach Dritter im Teamsprint.
Bei den Deutschen Meisterschaften 2023 in Klingenthal wurde Stenzel Vize-Meister der Junioren. In der Saison 2023/24 startete er vorrangig im Continental Cup. Als Teil der nationalen Gruppe debütierte er am 13. Januar 2024 in Oberstdorf im Weltcup, blieb aber als 41. außerhalb der Punkteränge. Bei den Nordischen Junioren-Skiweltmeisterschaften 2024 in Planica wurde er gemeinsam mit Anne Häckel, Ronja Loh und Tristan Sommerfeldt Junioren-Weltmeister im Mixed-Team. Auch im Teamsprint gemeinsam mit Tristan Sommerfeldt gewann er den Titel. Im Einzel verpasste er als Vierter um 15 Sekunden die Medaillenränge. Die Saison schloss er auf dem 20. Platz in der Gesamtwertung des Continental Cups ab.
Stenzel wurde bei den Deutschen Meisterschaften 2024 in Oberhof und Zella-Mehlis erneut Vize-Meister der Junioren. Beim Continental-Cup-Rennen Mitte Dezember 2024 in Ruka erreichte er als Zweiter erstmals das Podest. Mitte Januar gewann er bei den Weltcup-Rennen in Schonach als 33. erstmals Weltcup-Punkte. Bei den Nordischen Junioren-Skiweltmeisterschaften 2025 in Lake Placid wurde er gemeinsam mit Benedikt Gräbert Vierter im Teamsprint. Zwei Tage später gewann er Bronze im Einzel. Damit hat er sich für ein Jahr ein individuelles Startrecht im Weltcup gesichert. Zum Abschluss wurde er gemeinsam mit Jonathan Gräbert, Ronja Loh und Trine Göpfert Junioren-Weltmeister im Mixed-Team. Sein bestes Saisonresultat im Weltcup erzielte er als Dreizehnter beim letzten Rennen in Lahti. In der Gesamtweltcupwertung belegte er Rang 46.

## Privates
Stenzels älterer Bruder Albin (* 2004) ist ebenfalls Nordischer Kombinierer. Er besuchte das Sportgymnasium in Oberhof.

## Statistik

### Weltcup-Platzierungen
| Saison  | Platz | Punkte |
| ------- | ----- | ------ |
| 2024/25 | 46.   | 092    |

### Continental-Cup-Platzierungen
| Saison  | Platz | Punkte |
| ------- | ----- | ------ |
| 2022/23 | 28.   | 103    |
| 2023/24 | 20.   | 285    |
| 2024/25 | 15.   | 353    |

### Platzierungen bei Deutschen Meisterschaften
| Jahr und Ort              | Wettbewerb | Wettbewerb |
| Jahr und Ort              | Einzel     | Teamsprint |
| ------------------------- | ---------- | ---------- |
| 2021 Oberhof              | 17.        | 14.        |
| 2022 Hinterzarten         | DNF        | 10.        |
| 2023 Klingenthal          | 10.        | —          |
| 2024 Oberhof/Zella-Mehlis | 08.        | 06.        |